# Diatribes
Diatribes – szósty album death metalowej grupy Napalm Death wydany w 1996 roku przez wytwórnię Earache Records.

## Spis utworów
1. "Greed Killing" – 3:06
2. "Glimpse into Genocide" – 3:02
3. "Ripe for the Breaking" – 4:01
4. "Cursed to Crawl" – 3:26
5. "Cold Forgiveness" – 4:32
6. "My Own Worst Enemy" – 3:36
7. "Just Rewards" – 3:29
8. "Dogma" – 3:30
9. "Take the Strain" – 4:11
10. "Diatribes" – 3:52
11. "Placate, Sedate, Eradicate" – 3:24
12. "Corrosive Elements" – 4:02

## Twórcy
- Mark "Barney" Greenway - wokal
- Shane Embury - gitara basowa, wokal
- Mitch Harris - gitara
- Jesse Pintado - gitara
- Danny Herrera - perkusja

## Notowania
| Lista                   | Kraj            | Pozycja |
| ----------------------- | --------------- | ------- |
| UK Albums Chart         | Wielka Brytania | 74      |
| Suomen virallinen lista | Finlandia       | 38      |
| Media Control Charts    | Niemcy          | 94      |